# Katastralgemeinde
Katastralgemeinde er en matrikulær underinddeling af kommuner i Østrig og Sydtyrol. Siden 1770 har stort set alle kommuner haft Katastralgemeinden. De fleste var tidligere selvstændige kommuner, men kommunale reformer i forbundslandene i 1970'erne lagde dem sammen i større kommunale enheder.
I Kastralgemeinden kan der af byrådet i kommunen være udpeget en Ortsvorsteher, der fungerer som borgmesterens forlængede arm i en Katastralgemeinde.
I 2004 var der 7.846 Katastralgemeinden i Østrig.